# نیروگاه هسته‌ای گروند
نیروگاه هسته‌ای گروند (به آلمانی: Kernkraftwerk Grohnde) یک نیروگاه هسته‌ای در آلمان است که در امرتال واقع شده‌است.